# Висока школа ликовних и примењених уметности струковних студија Београд
Висока школа ликовних и примењених уметности струковних студија једна је од приватних високих школа у Београду и једина државна струковна висока школа у пољу уметности. Налази се у улици Панте Срећковића 2.

## Историјат
Спајањем дела Више педагошке школе из Београда која је претходно одлуком Скупштине СР Србије престала са образовним радом и Више трговачке школе из Београда која се трансформисала, формирана је 1987. године уметничка виша школа под називом Виша школа ликовних и примењених уметности. Група за ликовно образовање Више педагошке школе са смеровима Наставник ликовног васпитања, Конзерватор–препаратор и Графички уредник је интегрисана са смером Аранжер Више трговинске школе. Позитивна оцена Министарства просвете Републике Србије је резултирала Решењем о давању сагласности на наставне планове и програме за одсеке Наставник ликовне културе, Дизајнер графике и Декорација ентеријера и аранжирање од 2002—2003. Од 2006—2007. су ушли у нову трансформацију и поступак акредитације по принципима Болоњске декларације. Године 2008. су добили прву акредитацију и постали су Висока школа ликовних и примењених уметности струковних студија, 2013. су добили другу акредитацију са три студијска програма Графички дизајн, Дизајн ентеријера и Медији слике, а 2020. су добили акредитацију за студијске програме мастер студија Аудиовизуелне композиције и Дизајн са модулима Бренд дизајн и Просторни дизајн. Реформом високог школства Висока школа ликовних и примењених уметности постаје део Београдске академије пословних и уметничких струковних студија у оквиру које од 2020. године носи назив Одсек за уметност и дизајн.